# Fritz Bäther
Fritz Bäther (* 5. Dezember 1928 in Groß Machmin, Provinz Pommern; † 29. Oktober 1979 in Schöningen) war ein deutscher SPD-Politiker.
Bäther besuchte von 1934 bis 1942 die Volksschule und wurde 1943 als Flakhelfer in den Kriegsdienst eingezogen. Er geriet in Gefangenschaft.
Nach seiner Entlassung aus der Kriegsgefangenschaft ging er in die Lehre als Schmied. Bäther begann seine Tätigkeit bei den Braunschweigischen Kohlenbergwerken und wurde als Betriebsratsmitglied freigestellt. Seit 1950 war er Funktionär des DGB und trat 1952 in die SPD ein. Von 1961 bis 1972 war er Mitglied des Stadtrates der Stadt Schöningen und dortiger Sprecher der SPD-Fraktion. Nach seiner Ratstätigkeit wurde er 1972 Mitglied des Kreisrates des Landkreises Helmstedt. Bäther war von 1972 bis 1974 Mitglied der Verbandsversammlung des Großraumverbandes Braunschweig und wurde Mitglied des Niedersächsischen Landtages der 7. und 8. Wahlperiode vom 21. Juni 1970 bis 20. Juni 1978.